# Haddington
Haddington (in scots Hadentoun, in gaelico scozzese Baile Adainn) è una città della Scozia di 8.844 abitanti, secondo il censimento del 2001. Essa è un'antica città reale della regione East Lothian, fondata sotto il regno di Davide I di Scozia (1124-1153) e situata a circa 30 km a sud-est di Edimburgo. Un tempo fu una delle quattro città più importanti di Scozia dopo Edimburgo, Aberdeen e Roxburgh.